# Dohrighat
Dohrighat (o Doharighat) è una suddivisione dell'India, classificata come nagar panchayat, di 10.245 abitanti, situata nel distretto di Mau, nello stato federato dell'Uttar Pradesh. In base al numero di abitanti la città rientra nella classe IV (da 10.000 a 19.999 persone).

## Geografia fisica
La città è situata a 26° 15' 52 N e 83° 30' 59 E e ha un'altitudine di 65 m s.l.m..

## Società

### Evoluzione demografica
Al censimento del 2001 la popolazione di Dohrighat assommava a 10.245 persone, delle quali 5.292 maschi e 4.953 femmine. I bambini di età inferiore o uguale ai sei anni assommavano a 1.689, dei quali 840 maschi e 849 femmine. Infine, coloro che erano in grado di saper almeno leggere e scrivere erano 6.190, dei quali 3.601 maschi e 2.589 femmine.